# Georges Bonnet
Georges Bonnet, född 23 juli 1889 i Bassillac, död 18 juni 1973 i Paris, var en fransk politiker. Han var Frankrikes utrikesminister från april 1938 till september 1939.

## Biografi
Bonnet blev 1924 deputerad för radikala gruppen. Han var flera gånger rapportör för olika avdelningar inom budgeten och blev budgetminister i Paul Painlevés andra ministär hösten 1925 samt pensionsminister i Édouard Herriots femdagarsministär i juli 1926. Bonnet deltog som fransk representant i ett flertal tekniska kongresser och i Nationernas förbunds förbundsförsamling, medarbetade i radikala publikationer och utgav bland annat Les finances de la France (1921).
Han kom att spela en avgörande roll då han som utrikesminister i regeringen Daladier 1938–1939 handhade ledningen av den franska yttre politiken. Han var den i regeringen som företrädde den mest långtgående eftergiftspolitiken gentemot axelmakterna. 1938 medverkade han under våren och sommaren till de starka påtryckningarna för att förmå den tjeckiska regeringen till eftergifter gentemot sudettyskarna och motsatte sig i augusti bestämt anhängarna av en kraftigare politik till stöd för det allierade Tjeckoslovakien. När den brittiska politiken efter Bad Godesbergmötet i september 1938 hårdnade var Bonnet ivrigt verksam för att trots allt genom eftergifter till Adolf Hitler trots allt bevara freden. Efter Münchenöverenskommelsen undertecknade Bonnet tillsammans med Joachim von Ribbentrop i december 1938 en fransk-tysk vänskapsdeklaration, som dock blev utan varaktig betydelse och vars egentliga innebörd han och Ribbentrop tvistade om efter polska krisens aktualisering. Även under denna kris följde Bonnet den brittiska politiken med dess skarpare hållning, men tvekade inför avgörandet vid krigsutbrottet 1 september 1939. Till skillnad från den brittiska regeringen var han beredd att acceptera Mussolinis medlingsförslag och ge Hitler begärd tidsfrist att svara på detta. Han råddes i samband med detta att avgå, men beslutade sig för att inte göra det, men trädde i mitten av september tillbaka från utrikesministerposten och blev i stället justitieminister. Kort därefter avgick Bonnet ur regeringen.
Vid Frankrikes sammanbrott 1940 framträdde han som kritiker av dess utrikespolitik vid krigsutbrottet. Han var väl ansedd hos Vichyregimen under kriget och uteslöts efter kriget ur radikalsocialistiska partiet.